# Agatha Rath
Agatha Rath MSC (* 13. Mai 1877 in Senden (Westfalen) als Elisabeth Rath; † 13. August 1904 in den Bainingbergen, Papua-Neuguinea, ermordet) war eine deutsche Missionsschwester und Märtyrin.

## Leben
Elisabeth Rath aus Senden bei Münster trat am 25. März 1901 im Alter von 23 Jahren im nahegelegenen Hiltrup in den Orden der Missionsschwestern vom Heiligsten Herzen Jesu von Hiltrup ein und reiste am 10. September 1902 nach Neu-Britannien (heute Teil von Papua-Neuguinea). Sie gehörte zu der am 14. April 1903 gegründeten Schwesternstation St. Paul in den Bainingbergen. In den frühen Morgenstunden des 13. August 1904 ermordeten Angehörige des Volksstamms der Baining in der Mission St. Paul Pater Matthäus Rascher und neun Missionare und Missionsschwestern (darunter die 27 Jahre alte Agatha Rath).

## Gedenken
Die Römisch-katholische Kirche in Deutschland hat Schwester Agatha Rath  als Märtyrin in das deutsche Martyrologium des 20. Jahrhunderts aufgenommen.